# Brooklyn Bridge to Chorus
Brooklyn Bridge to Chorus è un singolo del gruppo musicale statunitense The Strokes, pubblicato il 6 aprile 2020 come terzo estratto dal sesto album in studio The New Abnormal. Il brano fa parte della colonna sonora del videogioco MLB The Show 21  pubblicato da Sony Interactive Entertainment per PlayStation 4 e PlayStation 5, nonché per Xbox One e Xbox Series X/S.

## Tracce
Testi di J. Casablancas, musiche di The Strokes.
1. Brooklyn Bridge to Chorus – 3:55

## Formazione
Gruppo
- Julian Casablancas – voce
- Nikolai Fraiture – basso
- Fabrizio Moretti – batteria
- Albert Hammond Jr. – chitarra
- Nick Valensi – chitarra

Produzione
- Rick Rubin – produzione
- Jason Lader – ingegneria del suono
- Pete Min – ingegneria del suono aggiuntiva
- Rob Bisel – assistenza all'ingegneria del suono
- Dylan Neustadter – assistenza all'ingegneria del suono
- Kevin Smith – assistenza all'ingegneria del suono
- Stephen Marcussen – mastering
- Stewart Whitmore – mastering
- Ben Baptie – missaggio

## Classifiche
| Classifica (2020) | Posizione massima |
| ----------------- | ----------------- |
| Belgio (Fiandre)  | 67                |